# Đại Điền, Tam Minh
Đại Điền (tiếng Trung: 大田县, Hán Việt: Đại Điền huyện) Là một huyện của thành phố Tam Minh (三明市), tỉnh Phúc Kiến, Cộng hòa Nhân dân Trung Hoa. Huyện này có diện tích 2227 km2, dân số 370.000 người, mã số bưu chính 366100. Huyện lỵ Đại Điền đóng tại trấn Bình Khê. Huyện Đại Điền được chia thành 8 trấn và 10 hương.

## Climate
| Dữ liệu khí hậu của Đại Điền elevation 400 m (1.300 ft), (1991–2020 normals, extremes 1981–2010) | Dữ liệu khí hậu của Đại Điền elevation 400 m (1.300 ft), (1991–2020 normals, extremes 1981–2010) | Dữ liệu khí hậu của Đại Điền elevation 400 m (1.300 ft), (1991–2020 normals, extremes 1981–2010) | Dữ liệu khí hậu của Đại Điền elevation 400 m (1.300 ft), (1991–2020 normals, extremes 1981–2010) | Dữ liệu khí hậu của Đại Điền elevation 400 m (1.300 ft), (1991–2020 normals, extremes 1981–2010) | Dữ liệu khí hậu của Đại Điền elevation 400 m (1.300 ft), (1991–2020 normals, extremes 1981–2010) | Dữ liệu khí hậu của Đại Điền elevation 400 m (1.300 ft), (1991–2020 normals, extremes 1981–2010) | Dữ liệu khí hậu của Đại Điền elevation 400 m (1.300 ft), (1991–2020 normals, extremes 1981–2010) | Dữ liệu khí hậu của Đại Điền elevation 400 m (1.300 ft), (1991–2020 normals, extremes 1981–2010) | Dữ liệu khí hậu của Đại Điền elevation 400 m (1.300 ft), (1991–2020 normals, extremes 1981–2010) | Dữ liệu khí hậu của Đại Điền elevation 400 m (1.300 ft), (1991–2020 normals, extremes 1981–2010) | Dữ liệu khí hậu của Đại Điền elevation 400 m (1.300 ft), (1991–2020 normals, extremes 1981–2010) | Dữ liệu khí hậu của Đại Điền elevation 400 m (1.300 ft), (1991–2020 normals, extremes 1981–2010) | Dữ liệu khí hậu của Đại Điền elevation 400 m (1.300 ft), (1991–2020 normals, extremes 1981–2010) |
| Tháng                                                                                            | 1                                                                                                | 2                                                                                                | 3                                                                                                | 4                                                                                                | 5                                                                                                | 6                                                                                                | 7                                                                                                | 8                                                                                                | 9                                                                                                | 10                                                                                               | 11                                                                                               | 12                                                                                               | Năm                                                                                              |
| ------------------------------------------------------------------------------------------------ | ------------------------------------------------------------------------------------------------ | ------------------------------------------------------------------------------------------------ | ------------------------------------------------------------------------------------------------ | ------------------------------------------------------------------------------------------------ | ------------------------------------------------------------------------------------------------ | ------------------------------------------------------------------------------------------------ | ------------------------------------------------------------------------------------------------ | ------------------------------------------------------------------------------------------------ | ------------------------------------------------------------------------------------------------ | ------------------------------------------------------------------------------------------------ | ------------------------------------------------------------------------------------------------ | ------------------------------------------------------------------------------------------------ | ------------------------------------------------------------------------------------------------ |
| Cao kỉ lục °C (°F)                                                                               | 28.7 (83.7)                                                                                      | 33.9 (93.0)                                                                                      | 33.8 (92.8)                                                                                      | 34.9 (94.8)                                                                                      | 35.8 (96.4)                                                                                      | 37.7 (99.9)                                                                                      | 39.6 (103.3)                                                                                     | 39.5 (103.1)                                                                                     | 37.6 (99.7)                                                                                      | 35.6 (96.1)                                                                                      | 35.4 (95.7)                                                                                      | 29.7 (85.5)                                                                                      | 39.6 (103.3)                                                                                     |
| Trung bình ngày tối đa °C (°F)                                                                   | 16.6 (61.9)                                                                                      | 18.3 (64.9)                                                                                      | 21.1 (70.0)                                                                                      | 25.6 (78.1)                                                                                      | 28.5 (83.3)                                                                                      | 31.1 (88.0)                                                                                      | 33.7 (92.7)                                                                                      | 32.9 (91.2)                                                                                      | 30.4 (86.7)                                                                                      | 26.6 (79.9)                                                                                      | 22.5 (72.5)                                                                                      | 17.9 (64.2)                                                                                      | 25.4 (77.8)                                                                                      |
| Trung bình ngày °C (°F)                                                                          | 10.5 (50.9)                                                                                      | 12.3 (54.1)                                                                                      | 15.2 (59.4)                                                                                      | 19.6 (67.3)                                                                                      | 22.9 (73.2)                                                                                      | 25.6 (78.1)                                                                                      | 27.3 (81.1)                                                                                      | 26.6 (79.9)                                                                                      | 24.5 (76.1)                                                                                      | 20.4 (68.7)                                                                                      | 16.3 (61.3)                                                                                      | 11.5 (52.7)                                                                                      | 19.4 (66.9)                                                                                      |
| Tối thiểu trung bình ngày °C (°F)                                                                | 6.9 (44.4)                                                                                       | 8.6 (47.5)                                                                                       | 11.4 (52.5)                                                                                      | 15.6 (60.1)                                                                                      | 19.1 (66.4)                                                                                      | 22.0 (71.6)                                                                                      | 22.9 (73.2)                                                                                      | 22.8 (73.0)                                                                                      | 20.9 (69.6)                                                                                      | 16.4 (61.5)                                                                                      | 12.3 (54.1)                                                                                      | 7.7 (45.9)                                                                                       | 15.6 (60.0)                                                                                      |
| Thấp kỉ lục °C (°F)                                                                              | −4.2 (24.4)                                                                                      | −3.0 (26.6)                                                                                      | −3.1 (26.4)                                                                                      | 4.1 (39.4)                                                                                       | 8.6 (47.5)                                                                                       | 13.5 (56.3)                                                                                      | 18.4 (65.1)                                                                                      | 16.7 (62.1)                                                                                      | 11.9 (53.4)                                                                                      | 4.9 (40.8)                                                                                       | −1.0 (30.2)                                                                                      | −6.7 (19.9)                                                                                      | −6.7 (19.9)                                                                                      |
| Lượng Giáng thủy trung bình mm (inches)                                                          | 65.3 (2.57)                                                                                      | 92.6 (3.65)                                                                                      | 156.8 (6.17)                                                                                     | 169.2 (6.66)                                                                                     | 223.8 (8.81)                                                                                     | 249.6 (9.83)                                                                                     | 132.7 (5.22)                                                                                     | 207.4 (8.17)                                                                                     | 121.8 (4.80)                                                                                     | 49.0 (1.93)                                                                                      | 49.2 (1.94)                                                                                      | 45.8 (1.80)                                                                                      | 1.563,2 (61.55)                                                                                  |
| Số ngày giáng thủy trung bình (≥ 0.1 mm)                                                         | 10.3                                                                                             | 13.0                                                                                             | 17.2                                                                                             | 16.2                                                                                             | 18.5                                                                                             | 18.5                                                                                             | 14.3                                                                                             | 17.3                                                                                             | 12.6                                                                                             | 6.5                                                                                              | 7.5                                                                                              | 8.3                                                                                              | 160.2                                                                                            |
| Số ngày tuyết rơi trung bình                                                                     | 0.2                                                                                              | 0.1                                                                                              | 0                                                                                                | 0                                                                                                | 0                                                                                                | 0                                                                                                | 0                                                                                                | 0                                                                                                | 0                                                                                                | 0                                                                                                | 0                                                                                                | 0.1                                                                                              | 0.4                                                                                              |
| Độ ẩm tương đối trung bình (%)                                                                   | 79                                                                                               | 79                                                                                               | 80                                                                                               | 79                                                                                               | 80                                                                                               | 81                                                                                               | 76                                                                                               | 80                                                                                               | 79                                                                                               | 76                                                                                               | 78                                                                                               | 78                                                                                               | 79                                                                                               |
| Số giờ nắng trung bình tháng                                                                     | 99.0                                                                                             | 88.3                                                                                             | 93.2                                                                                             | 111.5                                                                                            | 114.9                                                                                            | 129.3                                                                                            | 199.3                                                                                            | 174.4                                                                                            | 148.2                                                                                            | 149.6                                                                                            | 123.0                                                                                            | 114.0                                                                                            | 1.544,7                                                                                          |
| Phần trăm nắng có thể                                                                            | 30                                                                                               | 28                                                                                               | 25                                                                                               | 29                                                                                               | 28                                                                                               | 32                                                                                               | 48                                                                                               | 44                                                                                               | 41                                                                                               | 42                                                                                               | 38                                                                                               | 35                                                                                               | 35                                                                                               |
| Nguồn: China Meteorological Administration                                                       |                                                                                                  |                                                                                                  |                                                                                                  |                                                                                                  |                                                                                                  |                                                                                                  |                                                                                                  |                                                                                                  |                                                                                                  |                                                                                                  |                                                                                                  |                                                                                                  |                                                                                                  |